# Podróż Niny
Podróż Niny (szw. Ninas resa) – szwedzko-polski dramat biograficzno-obyczajowy z 2005 roku w reżyserii Leny Einhorn, zrealizowany na podstawie jej własnego scenariusza. Opowiada o losach Niny Einhorn z d. Rajmic, polskiej Żydówki, w czasie II wojny światowej.

## Fabuła
Nina Rajmic to urodzona w Łodzi, w spolonizowanej rodzinie żydowskiej, normalna dziewczyna. Po zajęciu Łodzi przez wojska niemieckie wraz z rodziną ucieka do Warszawy. W Warszawie Nina wraz z rodziną musi zamieszkać w getcie warszawskim. Mimo niewyobrażalnie ciężkich warunków kontynuuje naukę na tajnych kompletach i zdaje maturę. Jest świadkiem, gdy kolejni członkowie rodziny i przyjaciele znikają, by nigdy nie powrócić. Cudem zostaje uratowana wraz z matką przez brata Rudka, który wyciąga je z kolumny Żydów prowadzonych na Umschlagplatz, skąd mają być wysłani do obozu zagłady w Treblince. Nina i jej matka zostają przerzucone na aryjską stronę miasta, gdzie ukrywa się również brat Niny. Matka Niny ginie w powstaniu warszawskim, Nina i jej brat są jedynymi członkami rodziny, którzy przeżyli II wojnę światową.

## Obsada
- Nina Einhorn – narrator

W rolach głównych:
- Agnieszka Grochowska – Nina Rajmic
- Maria Chwalibóg – Fanny, matka Niny
- Andrzej Brzeski – Artur Rajmic, ojciec Niny
- Paweł Iwanicki – Rudek (Rudolf) Rajmic, brat Niny

W pozostałych rolach:
- Adam Bauman – Heniek
- Dominika Bednarczyk – Marysia
- Artur Chamski – Szymon
- Anna Chitro – Zofia Pelikan (jako Anna Chitro-Bergman)
- Maria Kaniewska – Rosa, babcia Niny
- Dorota Liliental – Maryla
- Adam Malecki – Zbyszek Pelikan
- Monika Niemczyk – pani Marta
- Andrzej Niemirski – Jasiek
- Jolanta Olszewska – Micia
- Halina Rasiakówna – pani Pola
- Iwona Sitkowska – Celinka
- Ernestyna Winnicka – Syd, ciotka Niny
- Marek Wojciechowski – Max, dziadek Niny
- Małgorzata Zajączkowska – pani Pelikan

i inni.

## Inne informacje
- Autorem scenariusza i reżyserem jest Lena Einhorn, córka głównej bohaterki filmu.
- W filmie wykorzystano obszerne fragmenty wywiadu przeprowadzonego z Niną Einhorn przez Lenę Einhorn.
- Film kręcony był w Warszawie, zawiera historyczne ujęcia z okupowanej Polski.
- W kilku ujęciach widać jeżdżący po Warszawie tramwaj typu K („berlinka”) o nr. taborowym 403. W rzeczywistości tramwaje tego typu, zamówione w 1939 r., były w trakcie budowy, gdy wybuchła wojna, a po wyprodukowaniu zostały przez Niemców przejęte i skierowane do Berlina. Do Warszawy przybyły dopiero po wojnie[1].